# Edenkoben
Edenkoben é uma cidade da Alemanha localizada no distrito de Südliche Weinstraße, no estado da Renânia-Palatinado. É sede da associação municipal homónima.

## Política
Cadeiras ocupadas:
|      | SPD | CDU | FDP | LINKE | FWG | GBE | Gesamt      |
| 2009 | 3   | 6   | 1   | 1     | 9   | 2   | 22 Cadeiras |
| 2004 | 4   | 6   | 1   | -     | 9   | 2   | 22 Cadeiras |

## Brasão

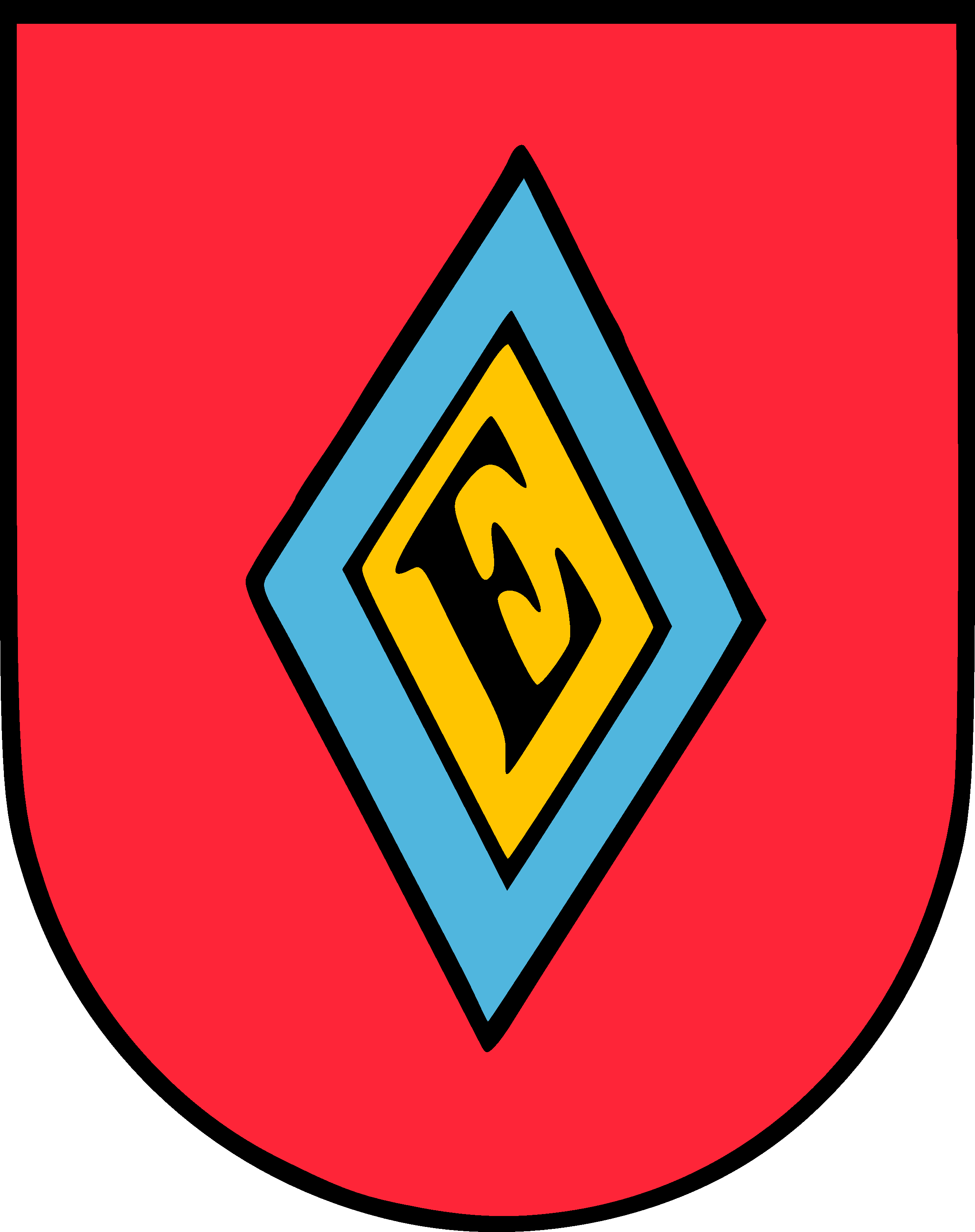
18xx - 1908
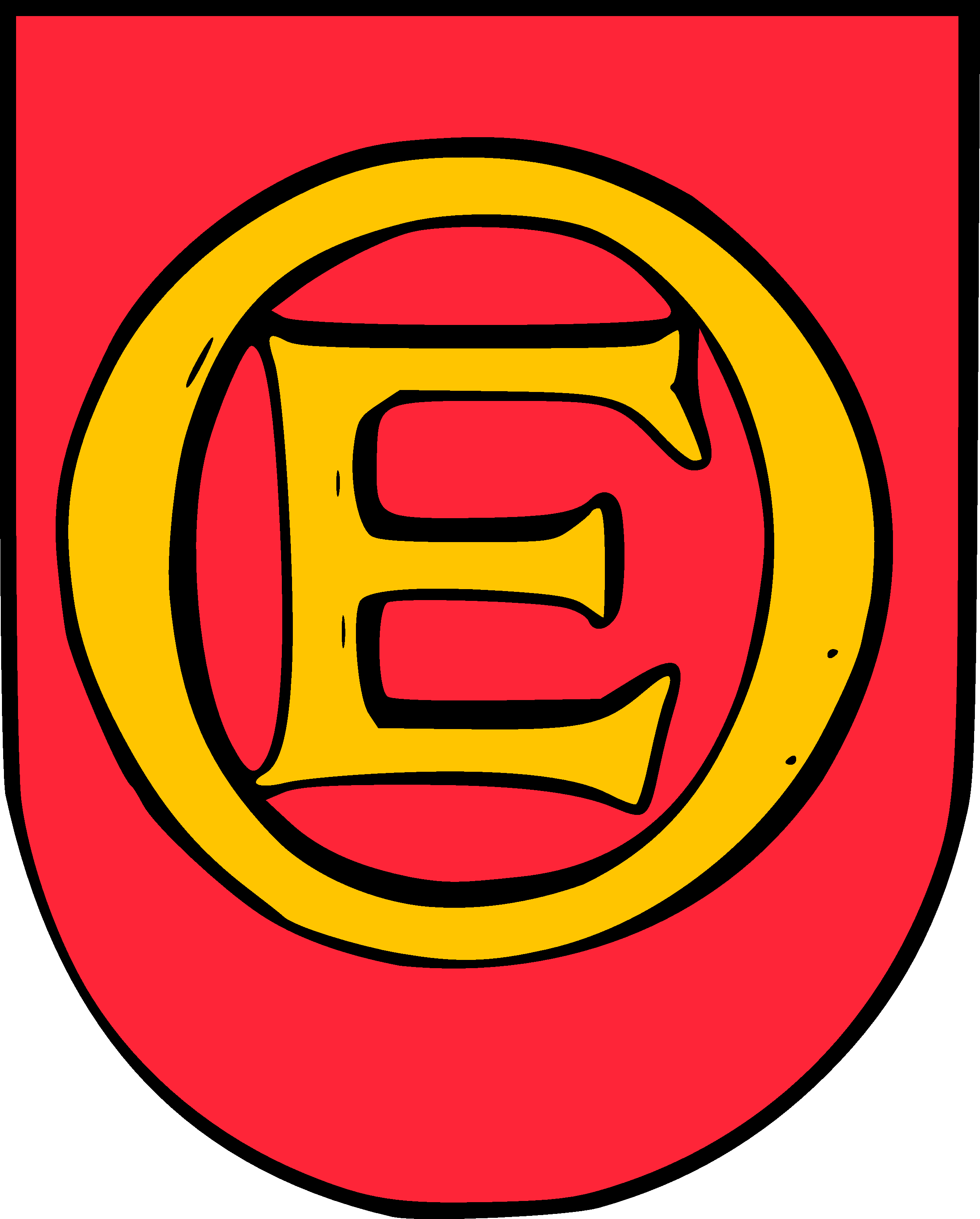
1908 - 1938
após 1938